# Ronde van België
De Ronde van België is de naam voor twee meerdaagse wielerwedstrijden die jaarlijks in België worden verreden, een voor mannen (Baloise Belgium Tour) en een voor vrouwen (Lotto Belgium Tour).

## Mannen
De Baloise Belgium Tour werd voor het eerst verreden in 1908 en vervolgens, met uitzondering van de beide wereldoorlogen, jaarlijks tot en met 1981. Toen ondervond de ronde het nadeel van de Belgische wielercultuur waar de nadruk veel meer op de eendaagse wedstrijden lag. De ronde werd in de twintig jaar die volgden af en toe georganiseerd. Vanaf 2002 vindt er weer jaarlijks een editie plaats. Met de invoering van de UCI ProTour in 2005 leek de ronde op te gaan in de Eneco Tour, maar bleef toch bestaan. Ze maakt sindsdien deel uit van het Europese Continental Circuit, totdat ze in 2020 aan de UCI ProSeries werd toegevoegd. Dat jaar werd ze evenwel niet gereden wegens de coronapandemie.
De wedstrijd bestaat meestal uit een aantal ritten in lijn en een individuele tijdrit. Het is hier waar de wedstrijd meestal wordt beslist.

### Erelijst

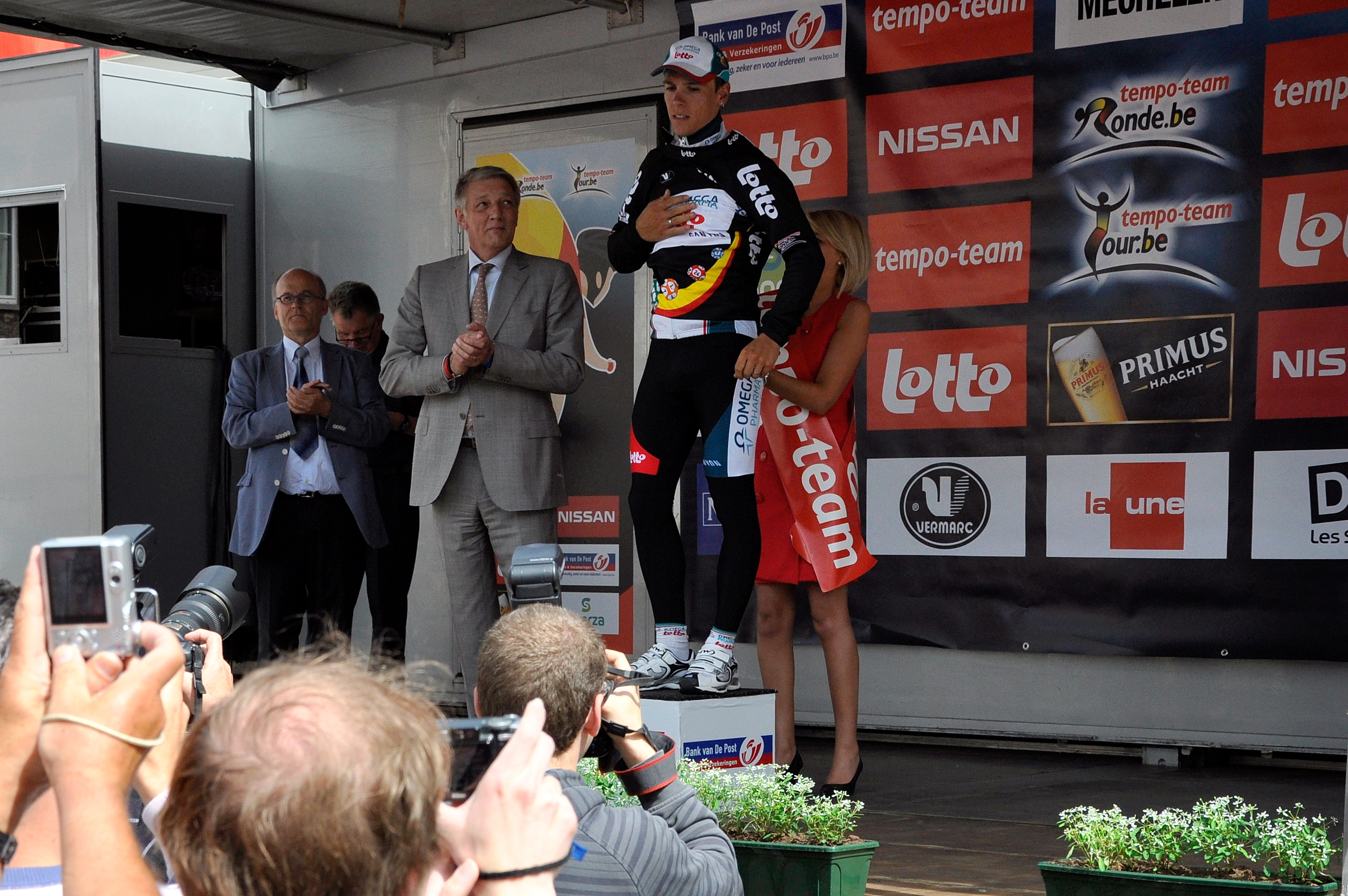
Philippe Gilbert als voorlopige leider te Mechelen tijdens de editie 2010

### Meervoudige winnaars
| Overwinningen | Renner              | Land      | Jaren            |
| ------------- | ------------------- | --------- | ---------------- |
| 3             | Tony Martin         | Duitsland | 2012, 2013, 2014 |
| 2             | Louis Mottiat       | België    | 1914, 1920       |
| 2             | René Vermandel      | België    | 1921, 1922       |
| 2             | Henri Van Kerckhove | België    | 1952, 1954       |
| 2             | Noël Foré           | België    | 1958, 1962       |
| 2             | Eddy Merckx         | België    | 1970, 1971       |
| 2             | Roger Swerts        | België    | 1972, 1974       |
| 2             | Frans Maassen       | Nederland | 1988, 1990       |
| 2             | Stijn Devolder      | België    | 2008, 2010       |
| 2             | Jens Keukeleire     | België    | 2017, 2018       |
| 2             | Remco Evenepoel     | België    | 2019, 2021       |

### Overwinningen per land
| Overwinningen | Land                                                                        |
| ------------- | --------------------------------------------------------------------------- |
| 69            | België                                                                      |
| 9             | Nederland                                                                   |
| 4             | Frankrijk                                                                   |
| 3             | Duitsland, Italië                                                           |
| 1             | Australië, Denemarken, Noorwegen, Rusland, Verenigd Koninkrijk, Zwitserland |

### Meeste etappezeges
| # | Wielrenner        | Aantal |
| - | ----------------- | ------ |
| 1 | Tom Boonen        | 11     |
| 2 | René Vermandel    | 10     |
| 3 | René Vandenberghe | 8      |
| 4 | André Greipel     | 7      |
| 4 | Walter Planckaert | 7      |
| 6 | Freddy Maertens   | 6      |
| 6 | Eddy Merckx       | 6      |
| 6 | Louis Mottiat     | 6      |
| 6 | Odiel Defraeye    | 6      |

## Vrouwen
De Lotto Belgium Tour, de Ronde van België voor vrouwen, werd van 2012 tot en met 2022 jaarlijks in september verreden en behoorde tot de UCI 2.1-categorie. Zowel Ellen van Dijk als Annemiek van Vleuten wisten de wedstrijd twee keer te winnen. Lotte Kopecky is de enige Belgische die het eindklassement won. Na het annuleren van de editie in 2023, werd de wedstrijd niet meer georganiseerd.

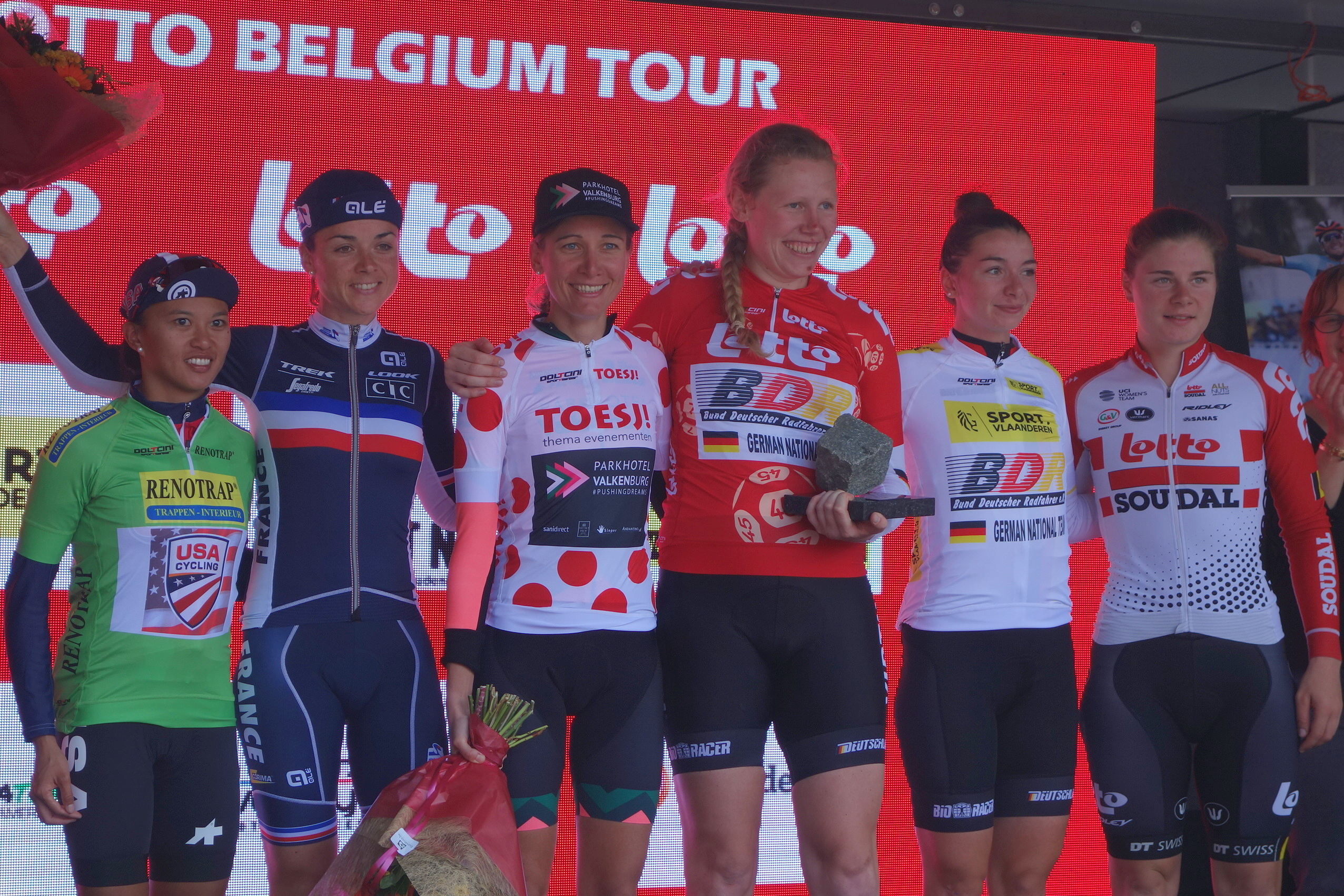
Podium van de Lotto Belgium Tour 2019.

| Jaar | Winnaar                            | Tweede                             | Derde                              |
| ---- | ---------------------------------- | ---------------------------------- | ---------------------------------- |
| 2012 | Ellen van Dijk                     | Liesbet De Vocht                   | Lisa Brennauer                     |
| 2013 | Ellen van Dijk                     | Lisa Brennauer                     | Emma Johansson                     |
| 2014 | Annemiek van Vleuten               | Anna van der Breggen               | Thalita de Jong                    |
| 2015 | Emma Johansson                     | Amalie Dideriksen                  | Anna van der Breggen               |
| 2016 | Annemiek van Vleuten               | Marianne Vos                       | Lucinda Brand                      |
| 2017 | Anouska Koster                     | Ruth Winder                        | Marianne Vos                       |
| 2018 | Liane Lippert                      | Aude Biannic                       | Lotte Kopecky                      |
| 2019 | Mieke Kröger                       | Lotte Kopecky                      | Audrey Cordon-Ragot                |
| 2020 | Niet verreden i.v.m coronapandemie | Niet verreden i.v.m coronapandemie | Niet verreden i.v.m coronapandemie |
| 2021 | Lotte Kopecky                      | Ellen van Dijk                     | Lorena Wiebes                      |
| 2022 | Agnieszka Skalniak                 | Shari Bossuyt                      | Ally Wollaston                     |

### Meervoudige winnaars
| Overwinningen | Renner               | Land      | Jaren      |
| ------------- | -------------------- | --------- | ---------- |
| 2             | Ellen van Dijk       | Nederland | 2012, 2013 |
| 2             | Annemiek van Vleuten | Nederland | 2014, 2016 |

### Overwinningen per land
| Overwinningen | Land                  |
| ------------- | --------------------- |
| 5             | Nederland             |
| 2             | Duitsland             |
| 1             | België, Polen, Zweden |

Mannen:
1908 · 1909 · 1910 · 1911 · 1912 · 1913 · 1914 · 1915-1918 · 1920 · 1921 · 1922 · 1923 · 1924 · 1925 · 1926 · 1927 · 1928 · 1929 · 1930 · 1931 · 1932 · 1933 · 1934 · 1935 · 1936 · 1937 · 1938 · 1939 · 1940-1944 · 1945 · 1946 · 1947 · 1948 · 1949 · 1950 · 1951 · 1952 · 1953 · 1954 · 1955 · 1956 · 1957 · 1958 · 1959 · 1960 · 1961 · 1962 · 1963 · 1964 · 1965 · 1966 · 1967 · 1968 · 1969 · 1970 · 1971 · 1972 · 1973 · 1974 · 1975 · 1976 · 1977 · 1978 · 1979 · 1980 · 1981 · 1982-1983 · 1984 · 1985 · 1986 · 1987 · 1988 · 1989 · 1990 · 1991-2001 · 2002 · 2003 · 2004 · 2005 · 2006 · 2007 · 2008 · 2009 · 2010 · 2011 · 2012 · 2013 · 2014 · 2015 · 2016 · 2017 · 2018 · 2019 · 2020 · 2021 · 2022 · 2023 · 2024 · 2025
Vrouwen:
2012 ·
2013 · 2014 · 2015 · 2016 · 2017 · 2018 · 2019 · 2020 · 2021 · 2022 · 2023